# Charles Robert de Nesselrode
Charles Robert de Nesselrode ou Karl Robert von Nesselrode (en russe : Карл Васильевич Нессельроде, Karl Vassilievitch Nesselrode) né le 14 décembre 1780 à Lisbonne, mort le 23 mars 1862 à Saint-Pétersbourg est un diplomate russe.
Il fut ministre des Affaires étrangères de 1814 à 1856 et chancelier de 1845 à 1862. 

## Biographie
Issu d'une famille westphalienne établie en Livonie, il naquit à Lisbonne, où son père Wilhelm von Nesselrode était ambassadeur de Russie.
Charles Robert de Nesselrode fit ses études à Berlin. Âgé de seize ans, il s'engagea dans la marine impériale de Russie, il y fut l'aide de camp de Paul Ier de Russie, puis il servit dans l'armée. Il commença sa carrière dans la diplomatie sous Alexandre Ier. Il fut nommé ambassadeur de Russie à La Haye puis à Berlin. 
Conseiller d'ambassade à Paris en 1807, il révéla à l'empereur Alexandre Ier les armements secrets que faisait Napoléon et gagna par là sa confiance. Il prit part à toutes les grandes négociations de l'époque. Aux côtés d'Alexandre Ier, il assista au traité de Tilsitt (7 juillet au 9 juillet 1807). Le 24 juin 1812, l'armée française franchit le Niémen et envahit la Russie. Au cours de cette guerre russo-française, Nesselrode était le secrétaire des généraux Kamenski, Friedrich von Buxhoewden et Bennigsen. Il signa en 1814 le traité de Chaumont, négocia avec Marmont la reddition de Paris, siégea aux congrès d'Aix-la-Chapelle, de Troppau, de Laybach, et de Vérone. Il participe aussi activement au congrès de Vienne.
Il devint en 1821 ministre des Affaires étrangères et fut l'un des agents les plus zélés de la Sainte-Alliance et de la politique de compression. Il conclut les traités d'Andrinople (1829) et d'Unkiar-Skelessi (1833) qui mettaient l'Empire ottoman à la merci de la Russie.
De 1816 à 1822, Nesselrode fut ministre des Affaires étrangères conjointement avec Capo d'Istria.
C'est aussi lui qui fit conclure le traité du 15 juillet 1840, le Traité de Londres qui écartait la France de Louis-Philippe du concert européen, qualifié par Chateaubriand de "Waterloo diplomatique". En 1848, pendant le printemps des peuples, Nesselrode appuya l'Autriche dans sa répression du soulèvement hongrois dirigé par Kossuth. Nesselrode se montra plus conciliant, après la défaite russe de la guerre de Crimée, qui isola son pays. Il prépara le traité de Paris (1856) en tâchant de rapprocher la Russie de la Prusse, craignant la mise au ban de son pays par l'Angleterre et la France. Il représentait en Russie le parti allemand, opposé au parti russe que personnifiait le prince Menchikov.
Il est enterré au cimetière luthérien de Saint-Pétersbourg.
Le prince Alexandre Gortchakov succéda à Nesselrode au poste de ministre des Affaires étrangères.
Sa correspondance fut publiée par son petit-fils, Anatole de Nesselrode, sous le titre Lettres et papiers du chancelier-comte de Nesselrode 1760-1850, en 1904 à Paris